# Laisse-la vivre
Albums de Véronique Sanson
7ème Au Palais des sports
Laisse-la vivre est le septième album studio de la chanteuse Véronique Sanson. Cet album a été certifié disque de platine pour plus de 400 000 exemplaires vendus en France.
Enregistré en Amérique entre mai 1980 et mars 1981, il s'agit du dernier album de Véronique enregistré avec des musiciens américains jusqu'en 1992. C'est aussi celui marquant la fin de son exil américain puisqu'elle reviendra en France en 1983. 
En France, les deux 45 tours extraits de ce disque sont Laisse-la vivre et L'amour qui bat. Pourtant, deux autres chansons connaitront aussi une certaine popularité sans sortir en simples. Il s'agit de Doux dehors, fou dedans et Je serai là que Véronique reprendra très souvent sur scène. 
Je serai là se veut être une réponse directe à la question posée par Michel Berger à Véronique à travers sa chanson Seras-tu là ? publiée en 1975 sur son album Que l'amour est bizarre. Michel Berger aura ensuite l'occasion de retravailler avec Véronique en 1988 pour le titre Allah. 

## Titres
| No | Titre                               | Durée |
| -- | ----------------------------------- | ----- |
| 1. | Monsieur Dupont                     | 4:34  |
| 2. | Doux dehors, fou dedans             | 5:03  |
| 3. | Je serai là                         | 3:27  |
| 4. | Fais attention à mon amour          | 5:07  |
| 5. | Laisse-la vivre                     | 4:53  |
| 6. | Santa Monica                        | 4:05  |
| 7. | L'amour qui bat                     | 3:58  |
| 8. | Les choses qu'on dit aux vieux amis | 3:00  |
| 9. | Jaime Magdaleno de Barcelona        | 1:35  |

## Singles
- L'amour qui bat/Santa Monica - 1981
- Laisse-la vivre/Doux dehors, fou dedans - (single promo) 1981
- L'amour qui bat/Monsieur Dupont - (single promo) 1981
- Doux dehors, fou dedans/Laisse-la vivre - 1981, Italie

## Musiciens
- Véronique Sanson : piano, claviers, voix
- Beau Segal : batterie
- David Owen, Curtis Tilton, Steve Marston : basse
- Joe Lala, Plato T. Jones, Paulinho Da Costa : percussion
- Bernard Swell, Willie Andersen : guitares
- Ryan Ulyate, Craig Siegel : claviers
- Steve Madaio, Gary Grant : trompettes
- Jim Coile, Jérôme Jumonville : saxo ténor